# Hiperplàsia estromal pseudoangiomatosa
La hiperplàsia estromal pseudoangiomatosa (en anglès, Pseudoangiomatous stromal hyperplasia, PASH), és un creixement excessiu de cèl·lules miofibroblàstiques a la mama. Té un aspecte similar als canvis fibroadenomatoïdes.
Actualment és incert el significat del seu diagnòstic, però sembla benigna. Hi ha hagut casos de PASH diagnosticats on existeixen tumors amb càncer de mama. Altres casos han fet que el cribratge del càncer de mama sigui difícil i, en alguns casos, impossible a causa del nombre i densitat dels tumors PASH existents. Aquests casos han donat lloc a la necessitat d'una mastectomia i una doble mastectomia.

## Diagnòstic
El diagnòstic del PASH és mitjançant biòpsia.
El principal diagnòstic diferencial és l'angiosarcoma, del qual es va diferenciar per primera vegada el 1986.

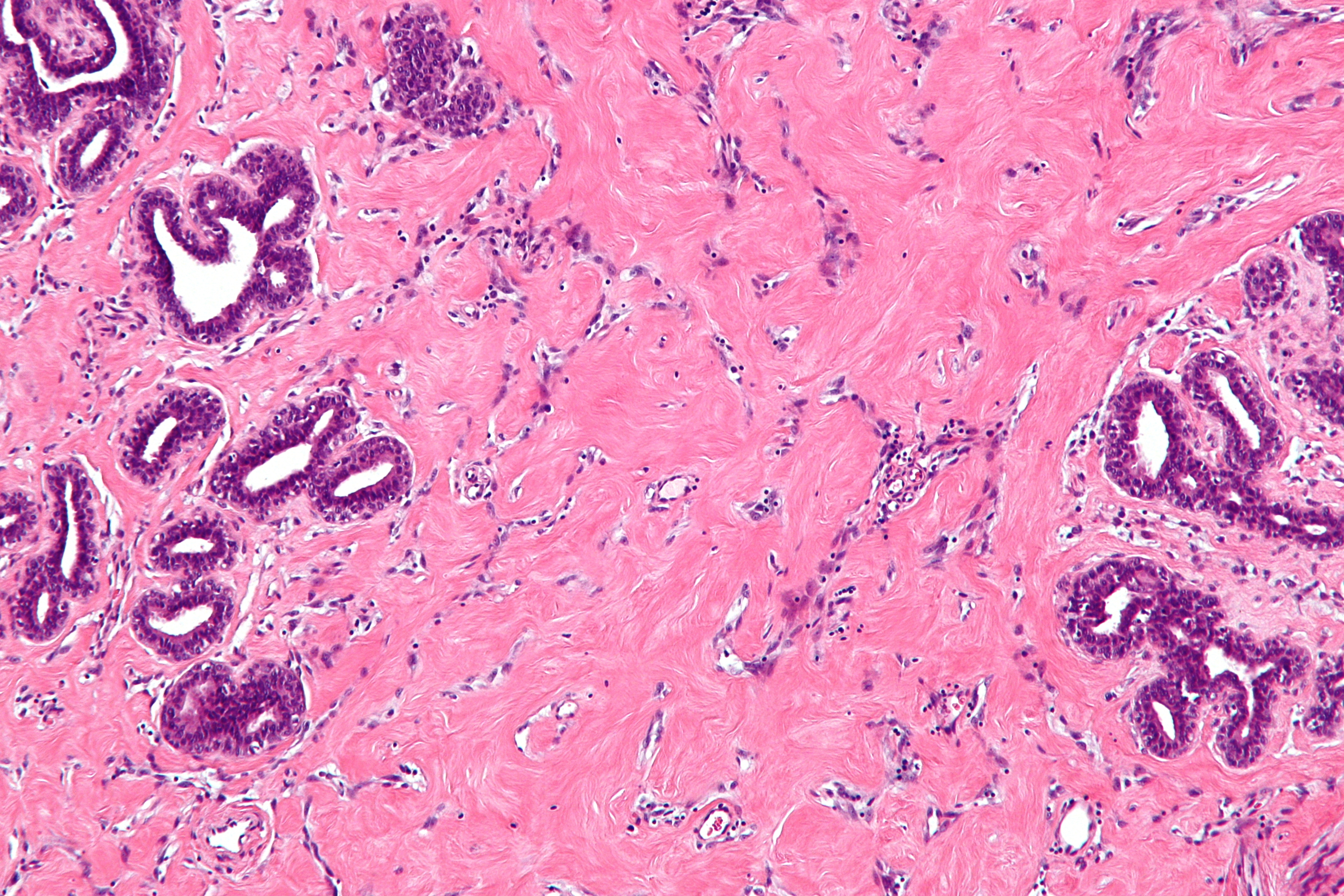
Micrografia de magnificació intermèdia que mostra l'abundància relativa de l'estroma en un cas de PASH. Tinció d'HE
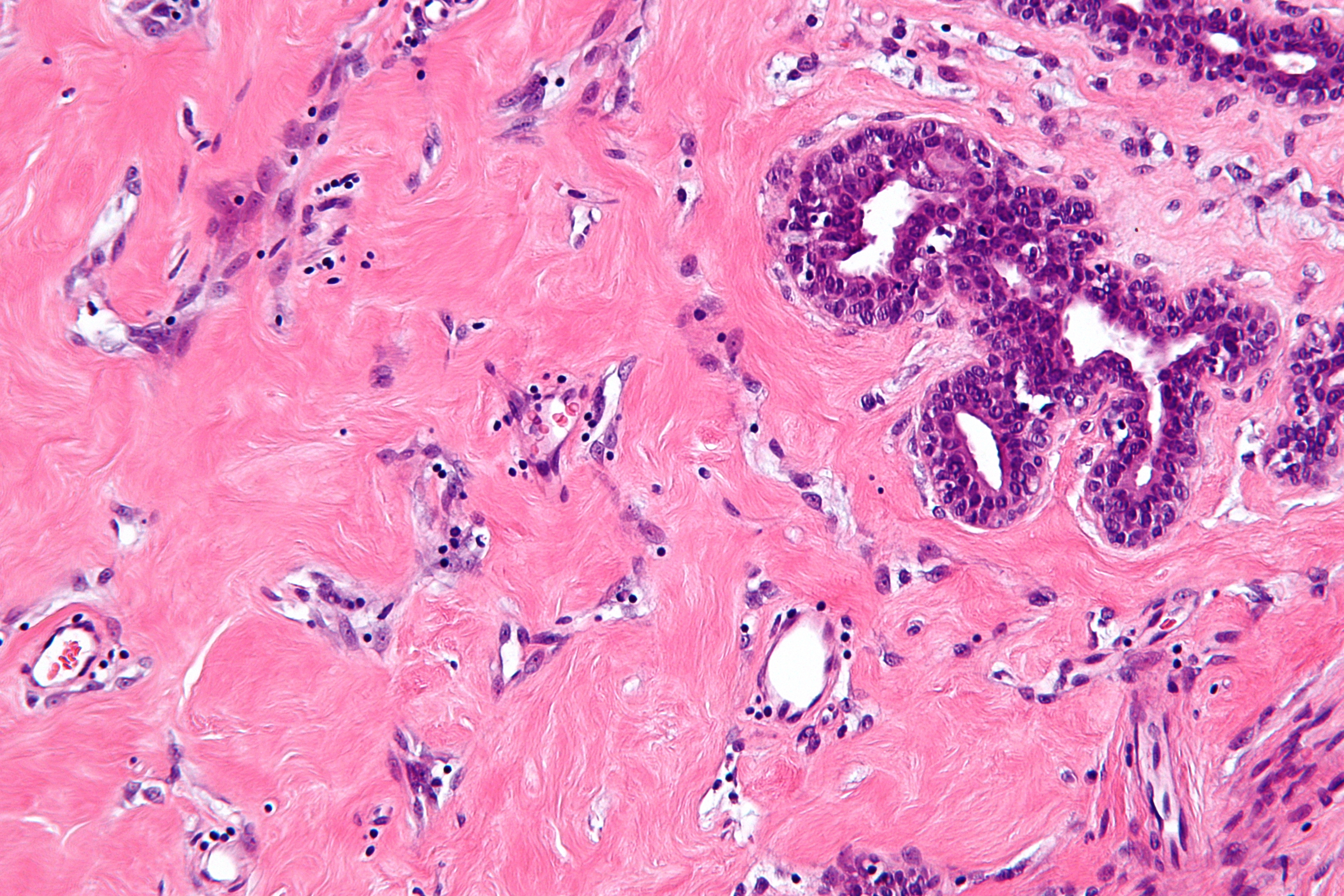
Micrografia d'alta magnificació de la hiperplàsia estromal seudoangiomatosa que mostra els petits canals característics de vasos sanguinis anastomosos. Tinció d'HE.

### Diagnòstic diferencial
- Fibroadenoma.
- Angiosarcoma.[3]

## Tractament
La gestió de PASH és controvertida. Es pot indicar l'escissió en l'ampliació de masses o lesions amb característiques atípiques.